# GP Records
GP Records – przedsiębiorstwo muzyczne z siedzibą w Dżakarcie oraz jedna z największych wytwórni muzycznych na rynku indonezyjskim. GP Records zostało założone w styczniu 2012 roku. Przejęło wówczas katalog wytwórni Blackboard i część 
katalogu Arka Music (dawniej EMI Indonesia).

## Artyści związani z wytwórnią
Do artystów, którzy współpracują bądź współpracowali z wytwórnią, należą m.in.:
- Mulan Jameela
- Andra and The BackBone
- Dewa
- Melinda
- Seventeen
- Ikke Nurjanah
- Julia Perez
- Siti Nurhaliza
- Indra Brugman
- D’Hunter